# Le avventure di Davy Crockett
Le avventure di Davy Crockett (Davy Crockett, King of the Wild Frontier) è un film del 1955 diretto da Norman Foster.
Il film è composto da tre episodi girati dalla Walt Disney per uno show televisivo: Davy Crockett e gli indiani, Davy Crockett a Washington e Davy Crockett ad Alamo.
Il film ebbe un seguito l'anno successivo: Davy Crockett e i pirati, interpretato ancora da Parker.

## Trama

### Prima parte (Davy Crockett e gli indiani)
I due trapper del Tennessee Davy Crockett e il suo miglior amico George Russell (figlio del capitano William Russell e di Agness H. Mccollough) si arruolano come volontari per combattere col generale Andrew Jackson e il maggiore Tobias Norton nell guerra creek (1813-1814). Dopo una vittoriosa battaglia tornano a casa per assicurarsi che le loro famiglie abbiano provviste sufficienti per l'inverno. Poco più tardi raggiungono i loro commilitoni trovandoli in situazione di stallo contro i Creek, mentre Jackson + andato a New Orleans. Disobbedendo agli ordini di Norton, Crockett e Russell vanno a osservare le posizioni dei Creek, e Russell viene catturato.
Crockett pedina i Creeks fino al loro accampamento, dove sfifa il capo creek rimasto, Stecca Rossa, a un duello con l'ascia per la vita di Russell. Crockett ha la meglio, ma concede di risparmiare la vita di Stecca Rossa in cambio della sua firma al trattato di pace.

### Seconda parte (Davy Crockett a Washington)
Crockett e Russell si dirigono a ovest per esplorare le terre vergini che sono state aperte all'insediamento di coloni, progettando di chiamarvi la famiglia di Davy dopo aver costruito una capanna. Essi ottengono una concessione dopo aver battuto Piedoni Mason in una gara di tiro al bersaglio. Apprendono poi che Mason sta scacciando gli indiani dalle loro terre per rivenderle, ed entrano in amicizia con una famiglia di profughi cherokee vittime di Mason. Crockett si offre di diventare il magistrato governativo responsabile della zona: sconfigge Mason in un combattimento a mani nude prima di far arrestare lui e il suo complice sopravvissuto (l'altro era stato colpito a morte quando aveva tentato di sparare a Crockett).
Crockett viene convinto a presentarsi alle elezioni statali contro Amos Thorpe, un politico corrotto alleato con uomini che cercano d'impadronirsi delle terre dei Cherokee, che altrimenti non avrebbe contendenti. Riceve allora una lettera dalla cognata, che lo informa che sua madre è morta di febbri. Con difficoltà Crockett vince l'elezione, e diventa un popolare membro del parlamento del Tennessee. Incontra nuovamente Norton e Andrew Jackson, che è in lizza per diventare presidente degli Stati Uniti e lo convince a concorrere anche per la Camera dei rappresentanti degli Stati Uniti.
Dopo che Crockett è entrato a far parte del Congresso, Norton, che cerca di far passare una proposta di legge per usurpare le terre che sono state riconosciute agli indiani per mezzo dei trattati, fa sì che parta in un tour di conferenze negli stati orientali per distrarne la sua attenzione, ma Russell apprende della proposta e riporta Crockett a Washington perché vi si opponga. Prima di lasciare la carica ponendo fine alla sua carriera politica, Crockett si scaglia contro la proposta.

### Terza parte (Davy Crockett ad Alamo)
Nel 1836, Crockett decide di unirsi ai ribelli texani che stanno combattendo ad Alamo, ed è raggiunto da George Russell. Mentre viaggia verso San Antonio, si uniscono a loro Thimblerig, un giocatore d'azzardo, e Busted Luck, un indiano comanche. Dopo aver raggiunto il forte si uniscono alla sua difesa, nonostante che il colonnello James Bowie riveli che le loro riserve di munizioni siano pericolosamente scarse. Russell fa in modo d'infiltrarsi oltre le linee nemiche per cercare aiuto, ma col solo risultato di tornare a mani vuote. La guarnigione texana resiste a diversi attacchi delle truppe messicane prima di essere sconfitta. George Russell, Thimblerig, Busted Luck, Travis e un colonnello Bowie tirato giù dal letto vengono tutti uccisi, lasciando Crockett come estremo difensore. Crockett viene infine visto mentre mulina il suo fucile contro i messicani che avanzano; la scena poi si dissolve su un'inquadratura della bandiera della Stella Solitaria e del diario di Crockett che si chiude sulla sua ultima registrazione "6 marzo 1836 - Libertà e indipendenza per sempre!", accompagnata da una ripresa della "Ballata di Davy Crockett".

## Colonna sonora
Fanno parte della colonna sonora due canzoni: The Ballad of Davy Crockett, con testo di Tom Blackburn su musica di George Bruns (eseguita da The Wellingtons) e Farewell to the Mountains, una poesia di Davy Crockett musicata da George Bruns e cantata nella versione originale dallo stesso interprete Fess Parker.

## Genesi e produzione
Nella primavera del 1948, durante un'intervista con la giornalista Hedda Hopper per la promozione de Lo scrigno delle sette perle, Walt Disney accennò alla possibilità di realizzare un cortometraggio sul personaggio di Davy Crockett, creando così una serie di cortometraggio sulle leggende americane comprendente Giovannino Semedimela e Pecos Bill. Poco dopo l'uscita de Lo scrigno delle sette perle nel maggio 1948, Walt Disney decise di fermare la produzione dei film a episodi per riprendere quella di Cenerentola. Il progetto rimase nel cassetto e si trasformò in una serie televisiva negli anni Cinquanta per permettere la costruzione e la promozione del parco Disneyland.
La serie televisiva Davy Crockett fu sviluppata dagli studi Disney come una sequenza di tre episodi della durata di un'ora trasmessi nel 1954-1955 dalla rete ABC, conclusi con la morte dell'eroe nella battaglia di Fort Alamo.
Fu dopo le riprese del terzo episodio, nel quale l'eroe cade a Fort Alamo, che la serie iniziò ad essere trasmessa. Il successo fu immediato, ma Disney si ritrovò con «tre soli episodi e un eroe morto». Per conservare un poco dell'aura del personaggio, si commercializzò la canzone La ballata di Davy Crockett, che avrebbe promosso un'affezione verso l'eroe con ulteriori prodotti derivati, tra cui il berretto in pelliccia di procione.
La popolarità dell'eroe incarnato da Fess Parker fu tale che poco prima dell'estate del 1955 Disney fece montare degli estratti dei tre episodi in un lungometraggio da 90 minuti da distribuire nei cinema. Inoltre, dopo il 1955 Disney produsse due episodi supplementari che costituirono una seconda stagione e che furono raccolti nel film cinematografico Davy Crockett e i pirati.
Il film contiene alcune sequenze animate. quelle del "diario" di Davy Crockett. Tecnicamente, il film mostra alcuni elementi che indicano una realizzazione fatta in economia. Degli spezzoni della serie documentaristica La natura e le sue meraviglie sono utilizzati per mostrare ciò che vedeva Crockett con i suoi occhi. Si possono vedere anche un orso, un alligatore e altri animali inseriti nel film. L'edificio del Congresso del Tennessee e la casa coloniale di Andrew Jackson sono riprodotti a dimensioni naturali, ma il Campidoglio di Washington è un modello in scala ridotta messo dietro a un vetro. I passaggi tra le tre sezioni non sono ruvidi ma restano sensibilmente visibili: ne è esempio il fatto che il personaggio di Thimblerig interpretato da Hans Conried compaia senza essere sviluppato.
La maggior parte delle riprese fu effettuata nel Tennessee e nel Wildwood Regional Park a Thousand Oaks in California.

## Distribuzione
Il film uscì nelle sale statunitensi il 25 maggio 1955 e in quelle italiane il 7 febbraio 1956.

### Edizione italiana
La versione italiana del film è a cura di Roberto De Leonardis per conto della DEAR Film. Il doppiaggio, invece, fu eseguito negli stabilimenti Fono Roma con la partecipazione della C.D.C.

## Analisi critica
L'uscita di questo film fu un primo esperimento per uno studio che produceva serie televisive. Il fatto di utilizzare degli estratti di episodi televisivi per fare un lungometraggio è per Leonard Maltin una forma d'imbroglio per il pubblico, ma ciò dimostra l'attenzione alla qualità dello studio Disney nel girare le sue serie televisive, a colori e con un taglio cinematografico.
In conclusione, il film costituisce una visione gradevole. Tuttavia, Maltin nota che numerosi elementi, come la sua violenza e le sue imprecazioni, dimostrano che il personaggio non avrebbe dovuto avere tanto successo. Fu solo in seguito, con le storie scritte da Norman Foster e Thomas W. Blackburn, che il personnaggio fu addomesticato, reso pio e senza macchia.
Per coloro che non vedono altro che sentimentalismo nelle produzioni Disney, Maltin fa notare che vedere un Davy Crockett sfruttato dal presidente Andrew Jackson sia abbastanza "interessante".